# Emilia Mazer
Emilia Elena Mazer (Buenos Aires, 11 de noviembre de 1965) es una actriz argentina de cine, teatro y televisión. Mazer comenzó su trayectoria en 1983 y es conocida gracias a su participación en algunas de las tiras televisivas más recordadas del país y por ser una de las actrices más grandes del entretenimiento argentino.

## Carrera
Cuando Emilia, aún una adolescente, comenzó a trepar en el mundo del espectáculo, la Argentina comenzaba a despertar de años de dictadura; varias de las cuales Emilia tuvo el privilegio de protagonizar en pantalla: "Salía de mi infancia y mi adolescencia y ya me tocaba laburar contando la historia de mi generación y de la anterior".

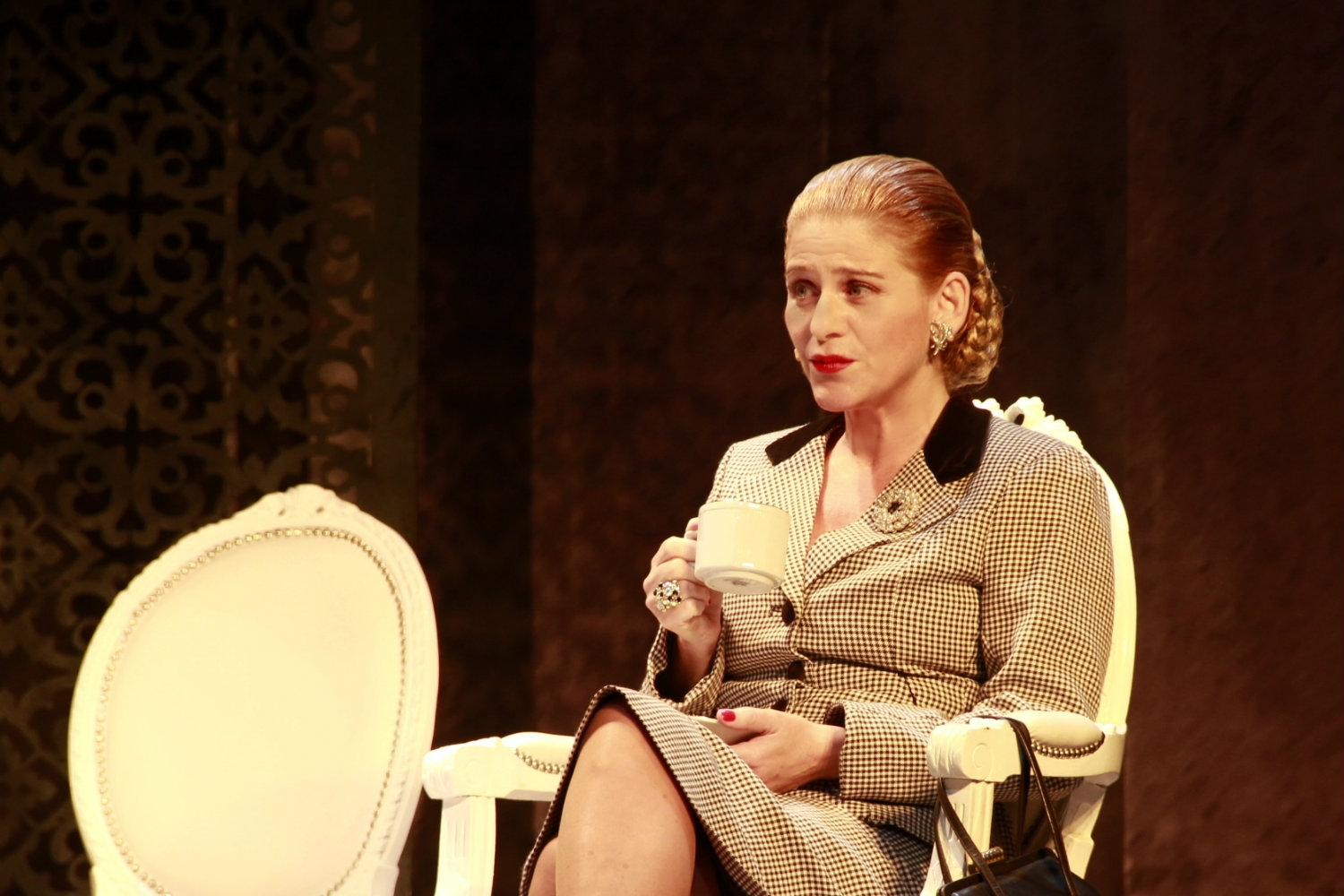
Mazer interpetando a Eva Perón en la obra teatral Eva y Victoria durante una gira nacional en 2013.

Una de tales producciones, "Los chicos de la guerra", le ganó su primer reconocimiento (y el primero de tantos): el premio a Revelación Femenina otorgado por la Asociación de Cronistas Cinematográficos de la Argentina a los 19 años. "Cuando me veo en las imágenes, trabajando desde tan chica, recuerdo que siempre soñé con que me digan 'una gran actriz'", confesó en una entrevista. Emilia continuó cultivando su vocación en el teatro y el cine durante la década de los 80, hasta que durante los 90 se metió de lleno en la vorágine del éxito televisivo.
Ha dirigido proyectos propios en teatro independiente como fue Buscando a Madonna, junto a C. Demartino, sobre la novela de E. Medina que adaptó para teatro. Después vinieron Romeo y Julieta, Juana, sobre la vida de Juana de Arco y Frida y yo, sobre la vida de Frida Kahlo. Desde hace 15 años se dedica fundamentalmente a la docencia, dando clases y seminarios en su estudio de actuación en el barrio de Boedo, donde tiene tres niveles de formación. Cada tanto aparece protagonizando alguna serie o ciclo de unitarios como haciendo participaciones especiales en alguna telenovela. En el inicio de su carrera protagonizó películas como Los chicos de la guerra, Mirta, de Liniers a Estambul (también conocida como Sentimientos), y 11 títulos más. Sus principales trabajos en cine le valieron numerosos premios y nominaciones así como sus trabajos en teatro, una actividad que realiza continuamente tanto en Buenos Aires como de gira por el interior de Argentina. Estuvo en gira con Eva y Victoria junto a Norma Pons. Y próximamente de gira y en Buenos Aires con Buscando a Madonna en el Paseo La Plaza, sala Cortázar. Sus principales trabajos en televisión han sido Hombres de ley, Verdad consecuencia, Por ese palpitar (autora de la idea original), y últimamente El elegido, El hombre de tu vida e Historias de corazón. Se la recuerda por su papel de Rosario, la mala de Nano, y también por el de mamá de Floricienta.

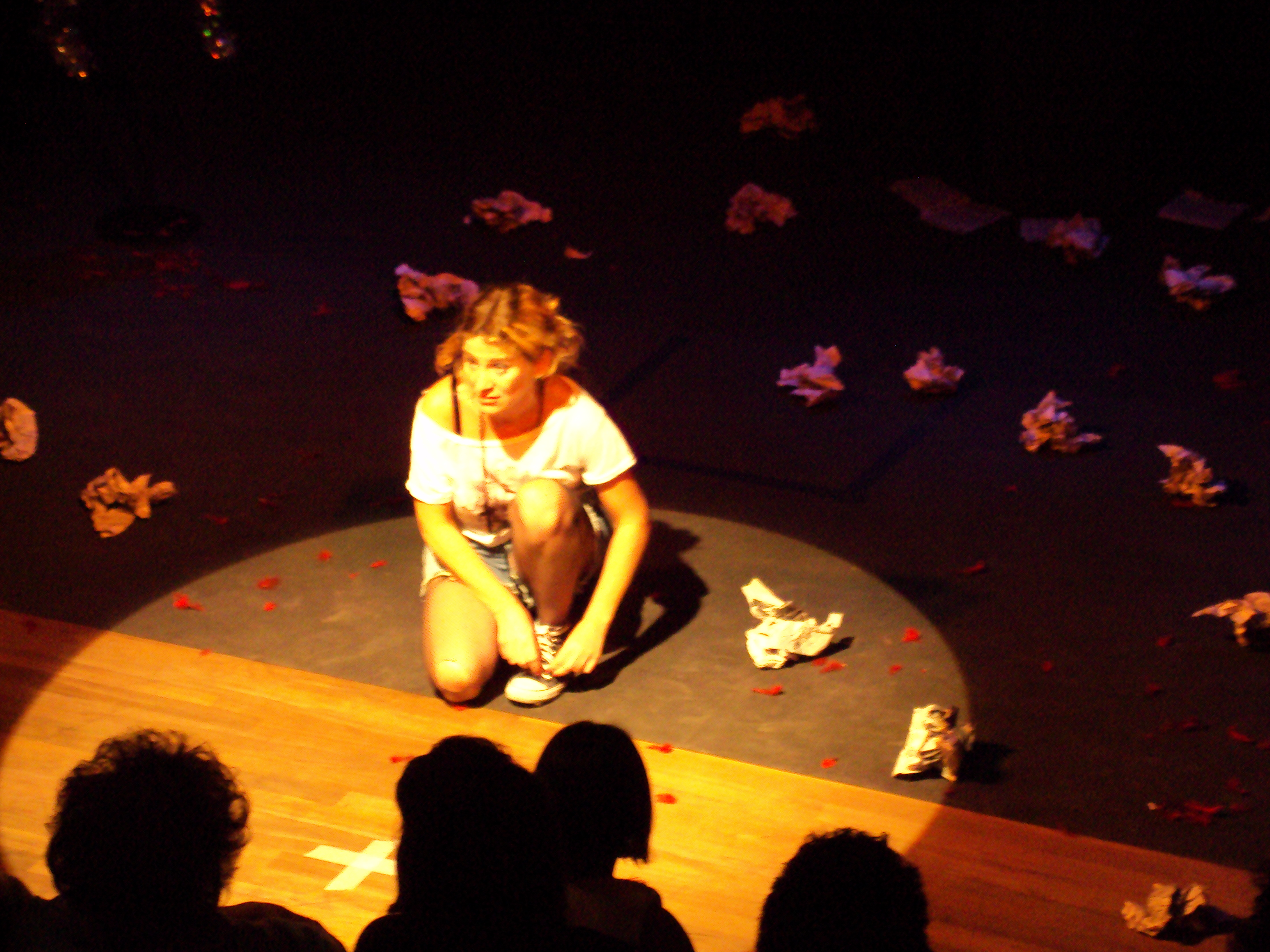
Mazer en la obra Buscando a Madonna (2013), que ella misma escribió en los años noventa.

Uno de sus trabajos más influyentes fue su rol en Mujeres asesinas, una tira argentina sobre la injusticia contra las mujeres que sigue siendo tan relevante como el problema de violencia de género que trata.

## Vida personal
En el momento más ocupado de su carrera, Emilia Mazer se convirtió en madre a los 43 años, una hazaña que no llegó sin su debido esfuerzo: "Perdí embarazos por trombofilia y por el nivel de estrés traumático que me comía en las grabaciones ante mi propia exigencia. Y cuando decidí iniciar el tratamiento le avisé a mi exmarido que si quedaba no iba a trabajar. Me fui con miedo de no poder reinsertarme", relató a corazón abierto la actriz en diálogo con Clarín.
Mazer mantiene su vida personal fuera de los medios. Al principio, fui “la rubia que se desnudaba en "Los chicos de la guerra”: nadie sabía mi nombre porque, al principio, no había aparecido en el cartel de la película. Pero, más tarde, todos querían saber de mis romances y, si no los sabían, me los inventaban [a fines de los 80, la prensa insistió en que mantenía una relación con el actor Federico Luppi: “Él tenía la misma edad que mi papá (…). Y, la verdad, eso me perjudicó bastante”, ha dicho ella en varias ocasiones]. Fui construyendo mi camino de a poco y con sigilo. Pero, más allá de eso, soy tímida.

## Trayectoria

### Televisión
| Año       | Título                                                    | Personaje                                | Notas                            | Canal               |
| --------- | --------------------------------------------------------- | ---------------------------------------- | -------------------------------- | ------------------- |
| 2023      | Planners                                                  | Viviana                                  | Participación                    | Star+               |
| 2019      | Pequeña Victoria                                          | Edith Kogan                              | Elenco secundario                | Telefe              |
| 2017      | Balas perdidas                                            | Graciela Riva                            | Elenco principal                 | TV Pública          |
| 2016      | Conflictos modernos                                       | Catalina                                 | Epi. 13: "Una novia para papá"   | Canal 9             |
| 2014      | La celebración                                            | Rita                                     | Epi. 7: "Funeral"                | Telefe              |
| 2013      | Historias de corazón                                      | Pilar Salvatore                          | Epi. 1: "Tarjetas personales"    | Telefe              |
| 2012      | El hombre de tu vida                                      | Romina                                   | Epi. 4, (Temporada 2)            | Telefe              |
| 2011      | El elegido                                                | Julia Duarte                             | Participación                    | Telefe              |
| 2011      | Víndica                                                   | Vecina                                   | Epi. 9: "Los ahogados"           | América TV          |
| 2011      | Víndica                                                   | Verónica                                 | Epi. 11: "Cuadro familiar"       | América TV          |
| 2009      | Dromo                                                     | Marina                                   | Epi. 7: "Ovo"                    | América TV          |
| 2006      | Mujeres asesinas 2                                        | Yesi                                     | Epi. 3: "Hermanas de sangre"     | Canal 13            |
| 2006      | Mujeres asesinas 2                                        | María                                    | Epi. 17: "María, creyente"       | Canal 13            |
| 2006      | Mujeres asesinas 2                                        | Laura                                    | Epi. 22: "Elena, protectora"     | Canal 13            |
| 2006      | Mujeres asesinas 2                                        | Silvia                                   | Epi. 33: "Silvia, celosa"        | Canal 13            |
| 2006      | Amo de casa                                               | Viviana                                  | Participación                    | Canal 9             |
| 2005      | Floricienta                                               | Margarita Valente de Fazzarino           | Recurrente, (Temporada 2)        | Canal 13            |
| 2005      | Un cortado, historias de café                             | Carmen                                   | Participación                    | TV Pública          |
| 2005      | El Patrón de la Vereda                                    | Isabel de Alberti                        | Antagonista                      | América TV          |
| 2005      | De gira                                                   | Laura                                    | Epi: "Una rosa para el desayuno" | TV Pública          |
| 2004      | De la cama al living                                      | Lucrecia Novoa                           | Epi: "Eso que llaman amor"       | TV Pública          |
| 2004      | Jesús, el heredero                                        | Rocío Fernández                          | Elenco principal                 | Canal 13            |
| 2002      | Infieles                                                  | Martha                                   | 1 episodio                       | Telefe              |
| 2002      | Máximo corazón                                            | Lucila de Martinelli                     | Participación                    | Telefe              |
| 2002      | Maridos a domicilio                                       | Silvia Bustos                            | Elenco principal                 | Canal 9             |
| 2001      | Un cortado, historias de café                             | Carmen                                   | Participación                    | TV Pública          |
| 2001      | El Hacker 2001                                            | Alicia                                   | Participación                    | Telefe              |
| 2001      | Cuatro amigas                                             | Elsa                                     | Participación                    | Telefe              |
| 2000      | Por ese palpitar                                          | Carla Cohen                              | Elenco principal                 | América TV          |
| 2000      | Los buscas de siempre                                     | Rafaela                                  | Participación                    | Canal 9             |
| 1999      | Gasoleros                                                 | Elena / Emilia                           | Participación                    | Canal 13            |
| 1996-1998 | Verdad consecuencia                                       | Viviana                                  | Elenco principal                 | Canal 13            |
| 1995-1996 | Alta comedia                                              | Varios personajes                        | Varios episodios                 | Canal 9             |
| 1995      | Poliladron                                                | Katya                                    | Elenco secundario                | Canal 13            |
| 1994      | Nano                                                      | Rosario Melón de Espada                  | Antagonista                      | Canal 13            |
| 1994      | La marca del deseo                                        | Nora Mediavilla                          | Elenco secundario                | Telefe              |
| 1993      | ¿Donde estás, amor de mi vida, que no te puedo encontrar? | Emilia                                   | Participación                    | Canal 13            |
| 1993      | Mi mamá me ama                                            | Varios personajes                        | Varios episodios                 | Canal 9             |
| 1993      | Amores                                                    | Varios personajes                        | Varios episodios                 | Telefe              |
| 1992      | Zona de riesgo                                            | Varios personajes                        | Varios episodios                 | Canal 13            |
| 1990      | Le Radjah du Mer                                          | Monique                                  | Participación                    | Canal 13 / France 2 |
| 1990      | De los Apeninos a los Andes                               | Olga Varquin                             | Elenco principal                 | ATC                 |
| 1989-1990 | Atreverse                                                 | Varios personajes                        | Varios episodios                 | Telefe              |
| 1989      | La bonita pagina                                          | Lorena                                   | Participación                    | ATC                 |
| 1987      | Como la hiedra                                            | Mariana                                  | Elenco Principal                 | Canal 9             |
| 1986-1988 | Hombres de ley                                            | Lola                                     | Elenco Principal                 | Canal 9             |
| 1986      | El vidente                                                | Luciana                                  | Elenco secundario                | Canal 9             |
| 1986      | Horacio Quiroga, La serie                                 | Blanca                                   | Participación                    | ATC                 |
| 1985      | Los 16 de Gabriela                                        | Gabriela Buenanueva                      | Protagonista                     | ATC                 |
| 1985      | Capricho                                                  | Romina Aranda Bracho                     | Antagonista                      | ATC                 |
| 1984-1985 | La señora Ordóñez                                         | Silvia Ordóñez                           | Elenco principal                 | ATC                 |
| 1984      | Compromiso                                                | Zulema                                   | Epi: "El puercoespín"            | Canal 9             |
| 1984      | Relaciones amargas                                        | Andrea Garibaldi                         | Antagonista                      | Canal 9             |
| 1983      | Nosotros y los miedos                                     | Elena                                    | Epi: "Miedo al terrorismo"       | Canal 9             |
| 1972      | La muchacha Preciosa                                      | Preciosa Ruiz / Preciosa Sanroman (niña) | Participación                    | Canal 9             |

| Año  | Título          | Rol          | Notas         | Canal   |
| ---- | --------------- | ------------ | ------------- | ------- |
| 2001 | Reality Reality | Participante | Semifinalista | Azul TV |

### Cine
Como actriz:
| Año  | Película                | Personaje           | Director                       |
| 1999 | Tres veranos            | Ana                 | Raúl Tosso                     |
| 1997 | El Che                  | Tania               | Aníbal Di Salvo                |
| 1996 | Despabílate amor        | Silvia              | Eliseo Subiela                 |
| 1996 | Policía corrupto        | Viviana             | Carlos Galettini               |
| 1995 | La revelación           | Karina              | Mario David                    |
| 1988 | Extrañas salvajes       | Bluman              | Carlos Lemos                   |
| 1988 | Ojos azules             | Laura               | Reinhard Hauff                 |
| 1987 | Los dueños del silencio | Noemí               | Carlos Lemos                   |
| 1987 | Sentimientos            | Mirta Caceres       | Jorge Coscia y Guillermo Saura |
| 1986 | Sostenido en La menor   | Julia               | Pedro Stocki                   |
| 1986 | El dueño del sol        | Rosario             | Rodolfo Mórtola                |
| 1984 | Los chicos de la guerra | Andrea Marino Duque | Bebe Kamín                     |

| Año  | Cortometraje | Personaje | Director      |
| 1983 | Dulce espera | Hija      | Julio Szerman |

Como directora:
| Año  | Película           |
| 1987 | Nadie en el puerto |

### Teatro
- 2025: La Ballena, de Samuel D. Hunter, Dir. Ricky Pashkus. Con Julio Chávez, Laura Oliva, Carolina Kopelioff y Máximo Meyer.
- 2024: Perdida Mente de José María Muscari y Mariela Asencio. Dir. José María Muscari. Con Ana María Picchio, Leonor Benedetto, Iliana Calabró y Mirta Wons.
- 2023: Radojka.
- 2018-2019: Derechas, Dir. José María Muscari.
- 2017: Acaloradas.
- 2016: Amsterdam de Emilia Mazer.
- 2015: La casa de Bernarda Alba Dir. José María Muscari.
- 2014: El secreto de la vida Dir. José María Muscari.
- 2014 La laguna dorada, de Ernest Thompson.
- 2013 - Eva y Victoria.
- 2012 Buscando a Madonna, de Enrique Medina.
- 2011/12 8 mujeres, Dir. José María Muscari.
- 2008 El diario de Ana Frank, Dir. Helena Tritek.
- 2006/07 Mamá, Dir. Carlos Olivieri.
- 2006 Las Mosqueteras del Rey, Autor/Dir. Manuel González Gil.
- 2005 Porteñas, Dir. Manuel González Gil.
- 2004 El protagonista, Dir. Luis Agustoni.
- 2003 Monólogos de la vagina, Dir. Lía Jelín.
- 2002 Memoria y olvido de E. Galán, L. Llorente y Arturo Roldán, Dir. Ferrán Madico - espectáculo de producción española estrenado en el festival latinoamericano de Cádiz en octubre, gira por España.
- 2001/02 El último de los amantes ardientes de Neil Simon.
- 2000 Juana, sacrificarás a tu hija de E. Mazer.
- 1998/99 Ya nadie recuerda a Frederick Chopin de Cossa (Zule).
- 1997 La Trilogía del Verano de Goldoni  (Giacinta).
- 1995/96 Romeo y Julieta de W. Shakespeare. Traducción, dirección y rol de Julieta.
- 1994 Buscando a Madonna de Enrique Medina. Dir. Emilia Mazer - C. Demartino. Madrid y León, España.
- 1993 Corrupción en el Palacio de Justicia de Ugo Betti.
- 1993 Destino de dos cosas o de tres de R. Spregelburg. Dir. R. Villanueva. Teatro Municipal Gral. San Martín.
- 1992 Alta en el cielo de N. Fernández Tiscornia. Dir. J. Baccaro. Teatro Nacional Cervantes.
- 1991 Perdonen la tristeza, (grupo La Zaranda - teatro inestable de Andalucía la Baja).
- 1989/90 Mal de padre de L. Noren. Dir. A. Ure.
- 1988 Propiedad clausurada de Tennessee Williams.
- 1988 La mujer judía de Bertolt Brecht.
- 1987 Las brujas de Salem de Arthur Miller. Dir. O. Fessler. Teatro Municipal General San Martín.
- 1985/86 Ceniza de J. Glowacki. Dir. L. Laphitz.
- 1984 Primaveras de A. Brtnik. Dir. B. Matar. Teatro Municipal Gral. San Martín.
- 1983 La conversación de C. Mauriac.
- 1982 Fragmentos de Messingier.

### Dirección, Dramaturgia y Docencia
- 2000 Autora de la idea original de la serie de unitarios televisivos de ficción Por ese palpitar.
- 2000 Autora y directora de Juana, sacrificarás a tu hija, y dirección del espectáculo estrenado el 21 de julio en el Ángel del Abasto.
- 2000 Inaugura su propia sala de teatro independiente, llamada El Ángel del Abasto.
- 1998 Se inicia en la docencia inaugurando su propio estudio, actividad en la que continúa dictando cursos y seminarios en Buenos Aires y otras ciudades de Argentina.
- 1996 Traducción, versión y dirección general de Romeo y Julieta  de William Shakespeare - en el Paseo La Plaza ubicado en el centro de la Ciudad de Buenos Aires (zona teatral de la Avenida Corrientes).
- 1993 Buscando a Madonna - adaptación de la novela homónima de Enrique Medina para teatro y dirección del unipersonal así mismo titulado. Teatro del Paseo La Plaza, y giras por Argentina y España (Madrid: Café del Foro, Bagëlus, gira por café teatros de la Comunidad de Madrid, Teatro Albéitar - Universidad de León, Jubileo del 2000 en Santiago de Compostela  en Dado Dadá) entre *1993 y 1999. Espectáculo invitado al festival de Teatro Alternativo en la sala Liberarte de Madrid para junio del 2002. En 2018 volvió a llevar a cabo la obra con ciertas modificaciones y la estrenó en Uruguay.
- 1992 Autora del capítulo "De cuerpo y alma"  emitido en el ciclo Amores  de Alejandro Doria, (empresa televisiva Telefe).
- 1992 Ayudante de dirección de Perdonen la tristeza  del Grupo La Zaranda - Jerez, España, ganador del Premio al Mejor Espectáculo del Festival de Madrid, 1993.

## Premios y nominaciones
- 2011 Nominada al Estrella de Mar por 8 Mujeres. Florencio Sánchez por Vuelo a Capistrano de C. Gorostiza, dir. por A. Alezzo. Nominada por la misma obra para los ACE y María Guerrero.
- 2008, premio ACE por El diario de Anna Frank, también nominada por la misma obra para los María Guerrero.
- 2000 Nominada al ACE como mejor actriz teatro off-Corrientes por Juana de Arco.
- 2000 Nominada al Martín Fierro, mejor actriz protagónica por Por ese palpitar.
- 1998 Premio por su Trayectoria. Diario El País de Montevideo (Uruguay).
- 1994 Nominada al ACE, por Buscando a Madonna.
- 1987 Premio Martín Fierro a Mejor Actriz de Reparto, otorgado por A.P.T.R.A. en la teleserie Hombres de ley.
- 1987 Nominada al premio Cóndor de Plata, por Mirta, de Liniers a Estambul.
- 1986 Premio a la Mejor Actriz otorgado por la revista Sin Corte, por Mirta, de Liniers a Estambul.
- 1986 Mejor Actriz, Mirta, de Liniers a Estambul, Premio Coca-Cola en las Artes y las Ciencias.
- 1986 Nominada al Premio Molière, por Ceniza.
- 1984 Platea 84 Revelación Femenina otorgado por grupo Tiempo de Cine de Venado Tuerto.
- 1984 Revelación Femenina otorgado por la Asociación de Cronistas Cinematográficos de la Argentina merced a su actuación en Los chicos de la guerra.
- 1983 Mejor Actuación en cortometrajes por Dulce espera - premiada por UNCIPAR (Unión de Cineastas de Paso Reducido de la Argentina).